# Berndgerdia
Berndgerdia is een kevergeslacht uit de familie van de boktorren (Cerambycidae). De wetenschappelijke naam van het geslacht werd voor het eerst geldig gepubliceerd in 1982 door Holzschuh.

## Soorten
Berndgerdia is monotypisch en omvat slechts de volgende soort:
- Berndgerdia balteata Holzschuh, 1982